# Meirbos

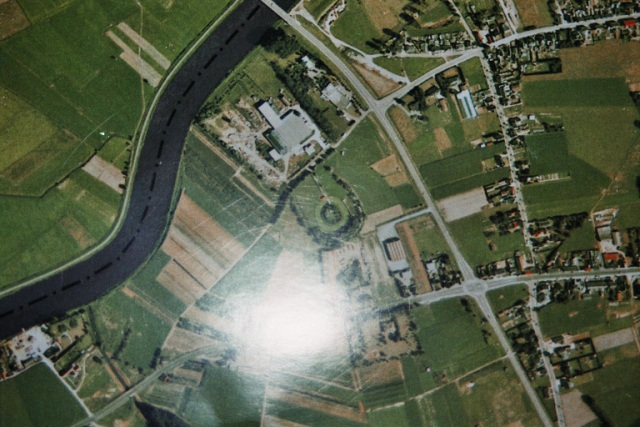
Luchtfoto

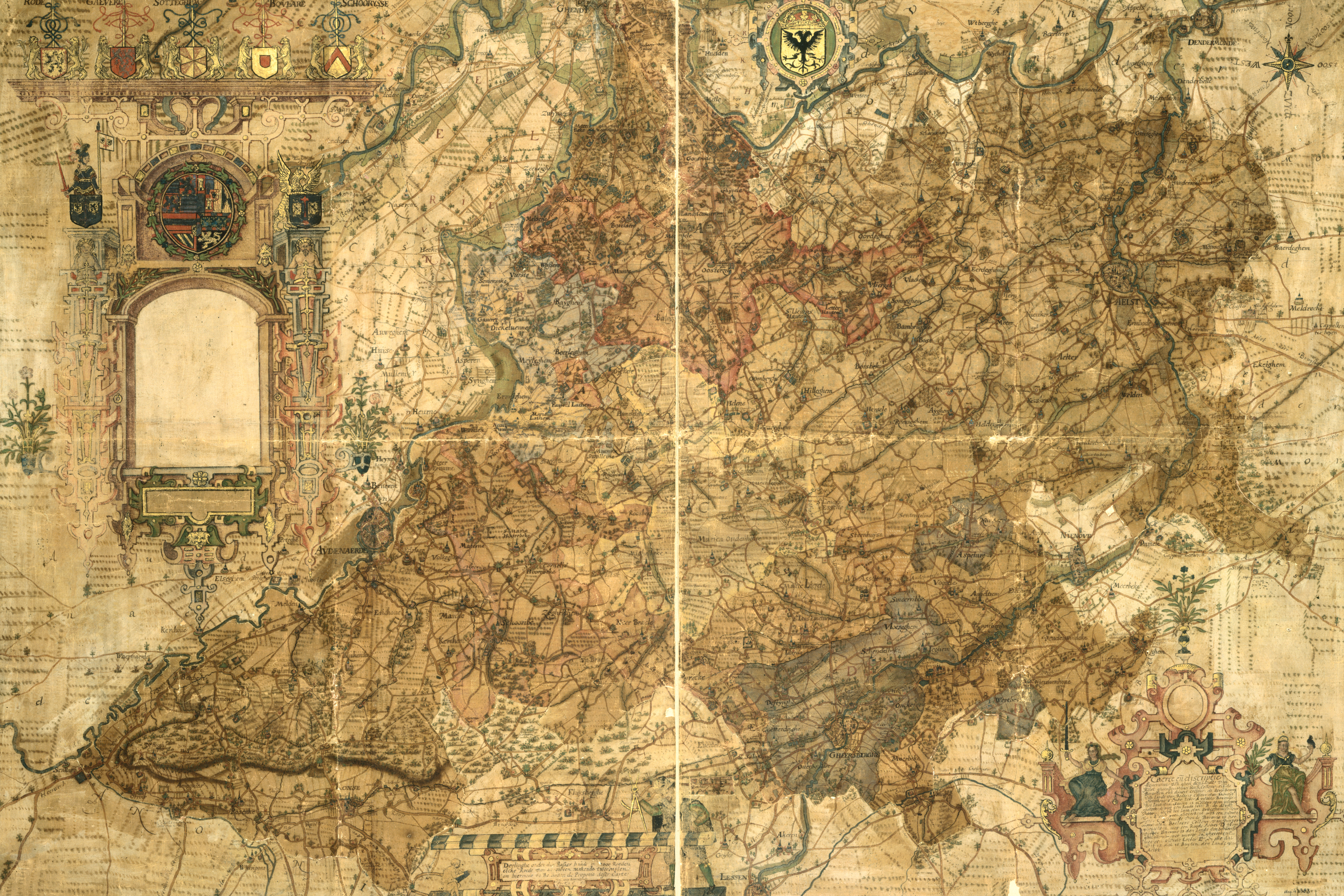
Horenbaultkaart (1596) van het Land van Aalst, met midden bovenaan rechts Wichelen en de Meirbos

Het Meirbos (ook: Meerbos) is een archeologische site in de Oost-Vlaamse gemeente Wichelen, gelegen aan het Meerbos. Sinds 4 februari 1999 is het een beschermd monument.

## Geschiedenis
De motte stamt al uit de vroege middeleeuwen. Het is een belangrijke archeologische site, die gelegen is aan het traject van de Heirwegh maar andere kenmerken vertoont dan een castrale motte of een mottekasteel. Dergelijke versterkingen werden vanaf het midden van de 11e eeuw in Vlaanderen gebouwd. Volgens Bauters was het "een belangrijke bewoningssite, mogelijk met kasteelachtig karakter. (...) op zijn minst een hoeve met walgracht van het vroege type (...), van historisch belang voor de ontwikkeling van Wichelen". Het door de buitengracht omgeven terrein is groot (ca. 1,2 ha.).
De oudste cartografische aanduiding is op de Horenbaultkaart uit 1596 van het Land van Aalst. Er staat "(...) mote" bijgeschreven, waarbij het onleesbare eerste woord mogelijk "vervallen" kan betekenen. Het was strategisch gelegen aan de vroegere Heirwegh en op de grens met het Land van Dendermonde. Het bevond zich in een lager gelegen depressie, die van het Scheldedal is afgescheiden door een parallelle zandrug, zodat de grachten ook in de zomer water vasthielden; de afwatering van het gebied loopt via een omweg naar de Molenbeek. Op de Sanderuskaart van 1644 staat de omgrachting duidelijk omschreven als "vervallen motte". Op de Ferrariskaart van ca. 1777 wordt de site onjuist aangegeven als een grote vijver met een eiland erin, met in de buurt van de omgrachting de galg (op het galgenveld lieten de heren van Wichelen hun executies uitvoeren).
Van de bebouwing en enige ophoging is niets overgebleven maar een binnengracht en een buitengracht zijn bewaard, zij het dat het noordelijk deel van de buitengracht werd gedempt in het kader van wegverbreding.
De binnengracht omsluit een eiland waar vroeger het mottekasteel of de versterkte hoeve heeft gestaan. De buitengracht omsluit ook het vroegere neerhof. Bauters acht het echter weinig waarschijnlijk dat het inderdaad een castrale motte betrof, maar evenmin slechts een boerderij met walgracht: hij stelt vast dat de omtrek van de binnengracht niet groot genoeg is om er een heuvel met ook nog een toren op te bouwen. Enerzijds past de ligging in een vochtige depressie bij een middeleeuwse boerderij met walgracht, uit de 12e à 13e eeuw, anderzijds wijzen de vorm en grootte op een kasteelachtige versterking. Hij concludeert ten slotte dat de goede bewaringstoestand en het ontbreken van enigerlei recente bewoning een sterk pluspunt vormen in archeologisch opzicht.
Het traject van de aangrenzende Heirwegh was in de laatste eeuwen vervallen tot een karrenspoor vanaf Ten Brugsken naar de Dreefstraat. In 1962 werd een deel daarvan - opnieuw - verhard als Scheldebrugstraat, naar aanleiding van de aanleg van de nieuwe vaste brug over de Schelde; in 1980 gebeurde hetzelfde met het overgebleven deel, dat de naam Meerbos kreeg.